# Besida xylinata
Besida xylinata är en fjärilsart som beskrevs av Walker 1865. Besida xylinata ingår i släktet Besida och familjen tandspinnare. Inga underarter finns listade i Catalogue of Life.